# La Jard
La Jard é uma comuna francesa na região administrativa da Nova Aquitânia, no departamento de Charente-Maritime. Estende-se por uma área de 8,48 km². Em 2010 a comuna tinha 433 habitantes (densidade: 51,1 hab./km²).